# Haundorf
Haundorf är en kommun och ort i Landkreis Weißenburg-Gunzenhausen i Regierungsbezirk Mittelfranken i förbundslandet Bayern i Tyskland.
Kommunen ingår i kommunalförbundet Gunzenhausen tillsammans med köpingen Absberg och kommunerna Pfofeld och Theilenhofen.